# Giulio Zignoli
Giulio Zignoli (Verona, 19 aprile 1946 – Verona, 12 settembre 2010) è stato un calciatore italiano, di ruolo difensore.

## Biografia
Il figlio Simone è ciclista e compete per l'Albania.
È scomparso il 12 settembre 2010 a Cantù.

## Carriera
Cresciuto nel Milan, fece esperienza nelle serie minori in Puglia (Taranto e Bari) prima di approdare in Serie A con la maglia del Cagliari. Acquistato dai sardi inizialmente come riserva di Longoni, venne successivamente promosso titolare rivelandosi l'elemento giusto per garantire quella maggior copertura difensiva che nella stagione 1968-1969 sovente mancò alla squadra isolana impegnata nel duello scudetto con la Fiorentina, risoltosi a favore di quest'ultima.
Il calciatore si rifece nel successivo campionato, 1969-1970, quando nelle file dei rossoblù colse uno storico titolo di campione d'Italia, il primo e tuttora l'unico della squadra cagliaritana. Tornato in rossonero nell'estate seguente, non riuscì a ricucirsi sul petto lo scudetto, ma in cinque anni di militanza milanista (salvo una breve parentesi di un anno al Varese) contribuì alla conquista di due Coppe Italia e una Coppa delle Coppe prima di lasciare il posto all'emergente Aldo Maldera.
In carriera ha collezionato complessivamente 108 presenze in Serie A, e 38 in Serie B.

## Palmarès

### Competizioni nazionali
- Campionato italiano: 1

Cagliari: 1969-1970
- Coppa Italia: 2

Milan: 1971-1972, 1972-1973

### Competizioni internazionali
- Coppa delle Coppe: 1

Milan: 1972-1973